# Victoriano Arminio
Victoriano Arminio (Santander, 1942. június 26. – Santander, 2023. május 21.) teljes nevén Victoriano Sánchez Arminio, spanyol nemzetközi labdarúgó-játékvezető. Polgári tevékenysége élelmiszeripari vállalat képviselője, ügynök.

## Pályafutása

### Nemzeti játékvezetés
A játékvezetői vizsgát 1957-ben tette le. A küldési gyakorlat szerint rendszeres partbírói tevékenységet is végzett. 1976-ban lett az I. Liga játékvezetője. A nemzeti játékvezetéstől 1989-ben vonult vissza. Első ligás mérkőzéseinek száma: 149.
| Időpont              | Helyszín                 | Mérkőzés típusa         | Mérkőzés               | Eredmény |
| -------------------- | ------------------------ | ----------------------- | ---------------------- | -------- |
| 1976. szeptember 11. | Rosaleda Stadion, Málaga | első I. Ligás mérkőzése | CD Málaga–UD Salamanca | 1 – 0    |

#### Nemzeti kupamérkőzések
Vezetett kupadöntők száma: 3.

##### Spanyol labdarúgókupa
| Időpont           | Helyszín                          | Mérkőzés típusa | Mérkőzés                          | Eredmény | Nézők száma |
| ----------------- | --------------------------------- | --------------- | --------------------------------- | -------- | ----------- |
| 1982. április 13. | Estadio José Zorrilla, Valladolid | döntő           | Real Madrid CF–Sporting de Gijón  | 1 – 1    | 30 000      |
| 1986. április 26. | Vicente Calderón Stadion, Madrid  | döntő           | FC Barcelona–Real Zaragoza        | 0 – 1    | 45 000      |
| 1989. június 30.  | Vicente Calderón Stadion, Madrid  | döntő           | Real Madrid CF–Real Valladolid CF | 1 – 0    | 30 000      |

### Nemzetközi játékvezetés
A Spanyol labdarúgó-szövetség Játékvezető Bizottsága (JB) terjesztette fel nemzetközi játékvezetőnek, a Nemzetközi Labdarúgó-szövetség (FIFA) 1978-tól tartotta nyilván bírói keretében. A FIFA JB központi nyelvei közül a spanyolt beszéli. Több nemzetközi kupatalálkozót, válogatottak közötti találkozót vezetett. A spanyol nemzetközi játékvezetők rangsorában, a világbajnokság-Európa-bajnokság sorrendjében többedmagával a 16. helyet foglalja el 5 találkozó szolgálatával. Nemzetközi tagságát 1989-ig sikeresen megvédte. Válogatott mérkőzéseinek száma: 9.

#### Labdarúgó-világbajnokság

##### U20-as labdarúgó-világbajnokság
Szovjetunió rendezte az 5., az 1985-ös ifjúsági labdarúgó-világbajnokságot, ahol a FIFA JB bíróként foglalkoztatta.

###### 1985-ös ifjúsági labdarúgó-világbajnokság
| Időpont             | Helyszín               | Mérkőzés típusa              | Mérkőzés               | Eredmény | Nézők száma |
| ------------------- | ---------------------- | ---------------------------- | ---------------------- | -------- | ----------- |
| 1985. augusztus 24. | Dinamó Stadion, Minszk | csoportmérkőzés (C. csoport) | Szovjetunió–Ausztrália | 0 : 0    | 16 000      |

A világbajnoki döntőhöz vezető úton Spanyolországba a XII., az 1982-es labdarúgó-világbajnokság ra és Mexikóba a XIII., az 1986-os labdarúgó-világbajnokságra a FIFA JB játékvezetőként alkalmazta. 1982-ben tartalék játékvezetőként volt jelen. A FIFA JB elvárása szerint, ha nem vezetett, akkor partbíróként tevékenykedett. 1982-ben kettő csoportmérkőzésen, egyik esetben egyes számú besorolást kapott, játékvezetői sérülés esetén továbbvezethette volna a találkozót. Az egyik nyolcaddöntőn tevékenykedett partbíróként. 1986-ban három csoportmérkőzésen volt partbíró, ahol egyik esetben egyes számú besorolást kapott. Mexikóban az egyik legjobban felkészült játékvezető volt, ennek ellenére csak egy csoportmérkőzést irányíthatott. Világbajnokságokon vezetett mérkőzéseinek száma: 1 + 6 (partbíró).

##### 1982-es labdarúgó-világbajnokság

###### Selejtező mérkőzés
| Időpont           | Helyszín                         | Mérkőzés típusa           | Mérkőzés              | Eredmény | Nézők száma |
| ----------------- | -------------------------------- | ------------------------- | --------------------- | -------- | ----------- |
| 1981. április 29. | Parc des Princes Stadion, Párizs | előselejtező (2. csoport) | Franciaország–Belgium | 3 : 2    | 44 954      |

##### 1986-os labdarúgó-világbajnokság

###### Selejtező mérkőzés
| Időpont            | Helyszín                    | Mérkőzés típusa           | Mérkőzés                  | Eredmény | Nézők száma |
| ------------------ | --------------------------- | ------------------------- | ------------------------- | -------- | ----------- |
| 1984. december 22. | Qemal Stafa Stadion, Tirana | előselejtező (1. csoport) | Albánia–Belgium           | 2 : 0    | 19 802      |
| 1985. április 21.  | Nemzeti Stadion, Ta’ Qali   | előselejtező (2. csoport) | Málta–Észak-Csehszlovákia | 0 : 0    | 7 320       |

###### Világbajnoki mérkőzés
| Időpont         | Helyszín                                    | Mérkőzés típusa              | Mérkőzés            | Eredmény | Nézők száma |
| --------------- | ------------------------------------------- | ---------------------------- | ------------------- | -------- | ----------- |
| 1986. június 2. | Olímpico Universitario Stadion, Mexikóváros | csoportmérkőzés (A. csoport) | Argentína–Dél-Korea | 3 : 1    | 60 000      |

#### Labdarúgó-Európa-bajnokság
Az európai-labdarúgó torna döntőjéhez vezető úton Német Szövetségi Köztársaságban rendezték a VIII., az 1988-as labdarúgó-Európa-bajnokságra az UEFA JB játékvezetőként foglalkoztatta.

##### 1988-as labdarúgó-Európa-bajnokság

###### Selejtező mérkőzés
| Időpont            | Helyszín                 | Mérkőzés típusa           | Mérkőzés         | Eredmény | Nézők száma |
| ------------------ | ------------------------ | ------------------------- | ---------------- | -------- | ----------- |
| 1986. november 19. | Heysel Stadion, Brüsszel | előselejtező (7. csoport) | Belgium–Bulgária | 1 : 1    | 22 780      |

#### Olimpiai játékok
Az 1984. évi nyári olimpiai játékokon a FIFA JB játékvezetői szolgálatra alkalmazta.

##### 1984. évi nyári olimpiai játékok
| Időpont            | Helyszín                    | Mérkőzés típusa              | Mérkőzés         | Eredmény | Nézők száma |
| ------------------ | --------------------------- | ---------------------------- | ---------------- | -------- | ----------- |
| 1984. augusztus 3. | Rose Bowl Stadion, Pasadena | csoportmérkőzés (C. csoport) | Marokkó–Brazília | 0 : 2    | 49 355      |

#### Nemzetközi kupamérkőzések
Vezetett kupadöntők száma: 1.

##### UEFA-kupa
| Időpont         | Helyszín                  | Mérkőzés típusa         | Mérkőzés                 | Eredmény | Nézők száma |
| --------------- | ------------------------- | ----------------------- | ------------------------ | -------- | ----------- |
| 1989. május 17. | Neckar Stadion, Stuttgart | második döntő találkozó | VfB Stuttgart–SSC Napoli | 3 : 3    | 67 000      |

## Sportvezetőként
1993. március 15-től a Spanyol Labdarúgó-szövetség Technikai Bizottságának, az Országos Játékvezetők Bizottság elnöke. A FIFA JB ellenőre.

## Sikerei, díjai
- A spanyol labdarúgó Liga az 1977/1978-as és az 1985/1986-os szezonban ezüstsíp, az 1980/1981-es szezonban aranysíp elismerésben részesítette.
- Az 1988/1989-es évadban kiemelkedő szakmai felkészültségének elismeréseként a Premio Don Balón, azaz az Év Játékvezetője díjban részesült.